# Estructura (mecànica)

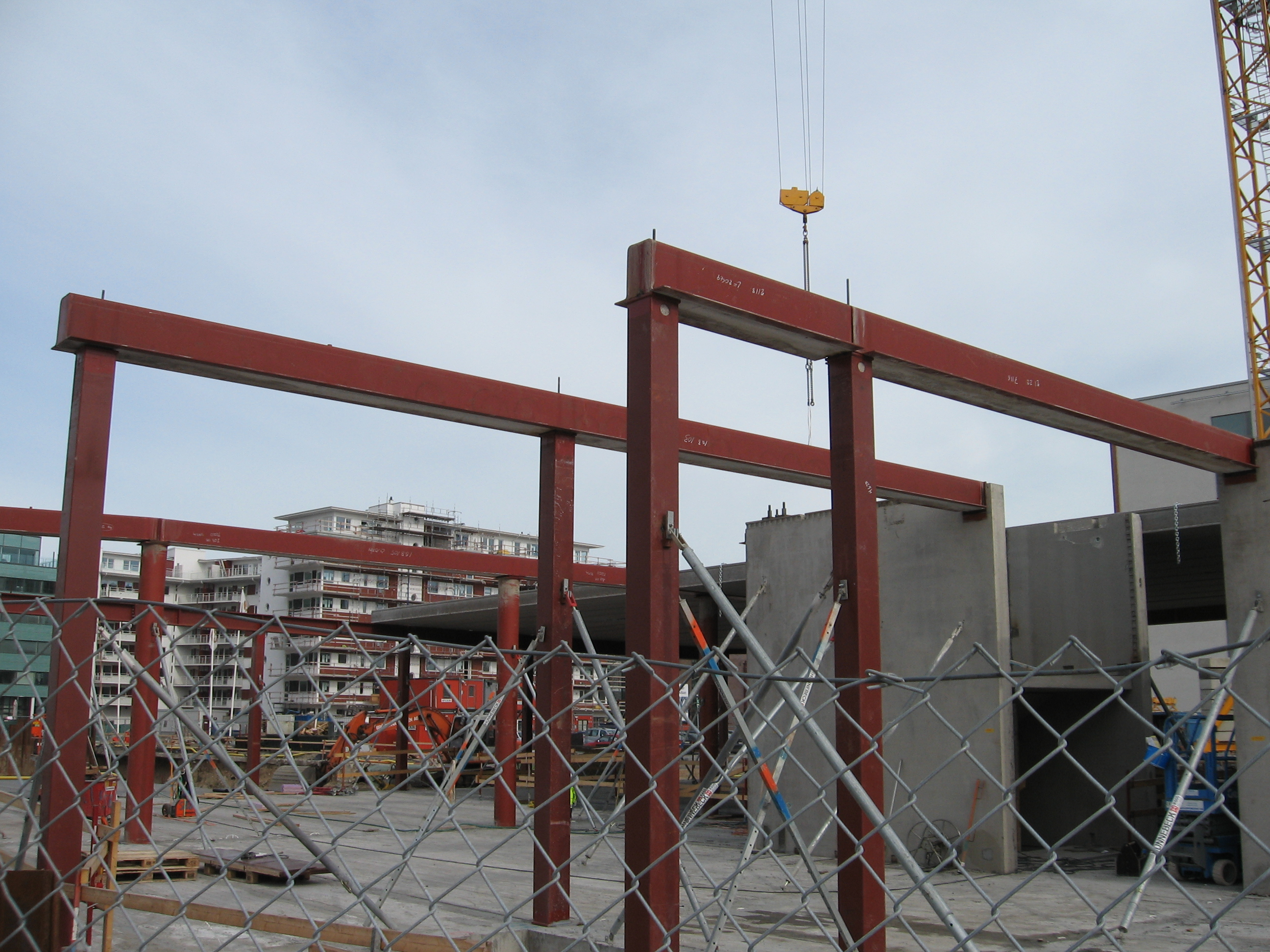
Vista parcial de l'estructura d'un edifici en construcció

En construcció l'estructura és el conjunt dels elements resistents d'una edificació, capaços de suportar les forces i transmetre-les cap als punts on es recolzen per tal de fer-la resistent i estable. La construcció d'estructures està regida pels principis de l'estàtica i el seu disseny forma part de l'arquitectura i l'enginyeria.
Una estructura és un sistema d'elements rígids units per articulacions de tal manera que no quedi cap grau de llibertat que pugui moure cap d'ells respecte dels altres, com si ocorre en canvi als mecanismes.
Les estructures s'estudien mecànicament, per tal que no hi hagi moviment entre els elements i que puguin sostenir el pes del que aguanten. Inclou la resistència de materials i les possibles fractures per causes diverses, com ara la corrosió, incloent l'oxidació; possibles afeccions (com l'aluminosi); les deformacions, tensions, esforços i resistència front a cops, al pes o a la fatiga; una certa elasticitat front al vent; etc.
Els elements de les estructures ("esquelets") que sostenen els edificis es diuen bigues. Del disseny i càlcul d'estructures d'habitatges se n'encarreguen fonamentalment els arquitectes i els enginyers (mecànics, de materials, industrials). Les dades més importants són el pes que s'ha de sostenir, les dimensions de cada element, la seva geometria, les articulacions, la posició relativa entre cada element i el material amb el qual estan fets.